# Paris marmorata
Paris marmorata är en nysrotsväxtart som beskrevs av William Thomas Stearn. Paris marmorata ingår i släktet ormbärssläktet, och familjen nysrotsväxter. Inga underarter finns listade.